# Coelioxys picicornis
Coelioxys picicornis là một loài Hymenoptera trong họ Megachilidae. Loài này được Morawitz mô tả khoa học năm 1887.